# Agrias leopoldi
Agrias leopoldi är en fjärilsart som beskrevs av Le Moult 1927. Agrias leopoldi ingår i släktet Agrias och familjen praktfjärilar. Inga underarter finns listade i Catalogue of Life.